# Chincha Alta
Chincha Alta là một thành phố của Peru nằm trong Vùng Ica. Đây là thủ phủ của tỉnh Chincha.

## Vị trí
Thành phố Chincha Alta nằm cách Lima 200 km về phía nam, thuộc tỉnh Chincha của Vùng Ica của Peru. Thành phố có diện tích 2988 km² và dân số 56.085 người.